# Humberto Gomes
Humberto Jorge Simões Dias Ramos Gomes (* 1. Januar 1978 in Braga) ist ein portugiesischer Handballspieler.

## Karriere

### Verein
Humberto Gomes lernte das Handballspielen in seiner Heimatstadt beim Académico Basket Clube. Ab 1997 lief der 1,93 m große Torwart in der ersten portugiesischen Liga auf. Mit ABC gewann er 1998 und 2000 die Meisterschaft sowie 2000 die Taça de Portugal. 2002 wechselte er zum FC Gaia, 2003 zu São Bernardo und 2004 zu Belenenses Lissabon. Ab 2007 stand Gomes bei Sporting Lissabon im Tor. Mit Sporting gewann er 2010 den EHF Challenge Cup. Anschließend kehrte er nach Braga zurück und wurde 2016 wieder Meister sowie 2015 und 2017 Pokalsieger. 2020 wechselte er zu Póvoa AC. Seit 2022 läuft er wieder für Braga auf.

### Nationalmannschaft
Mit der portugiesischen Nationalmannschaft nahm Gomes an den Europameisterschaften 2004 und 2020 sowie den Weltmeisterschaften 2021 teil. Bei den Olympischen Spielen 2021 in Tokio erreichte er mit Portugal den 9. Platz. Bisher bestritt er 93 Länderspiele.